# Gene Cole
Gerrard Eugene Cole, detto Gene (New Lexington, 18 dicembre 1928 – 11 gennaio 2018), è stato un velocista statunitense.

## Palmarès

### Giochi olimpici
- Argento a Helsinki 1952 nella staffetta 4×400 metri.